# Martial Solal

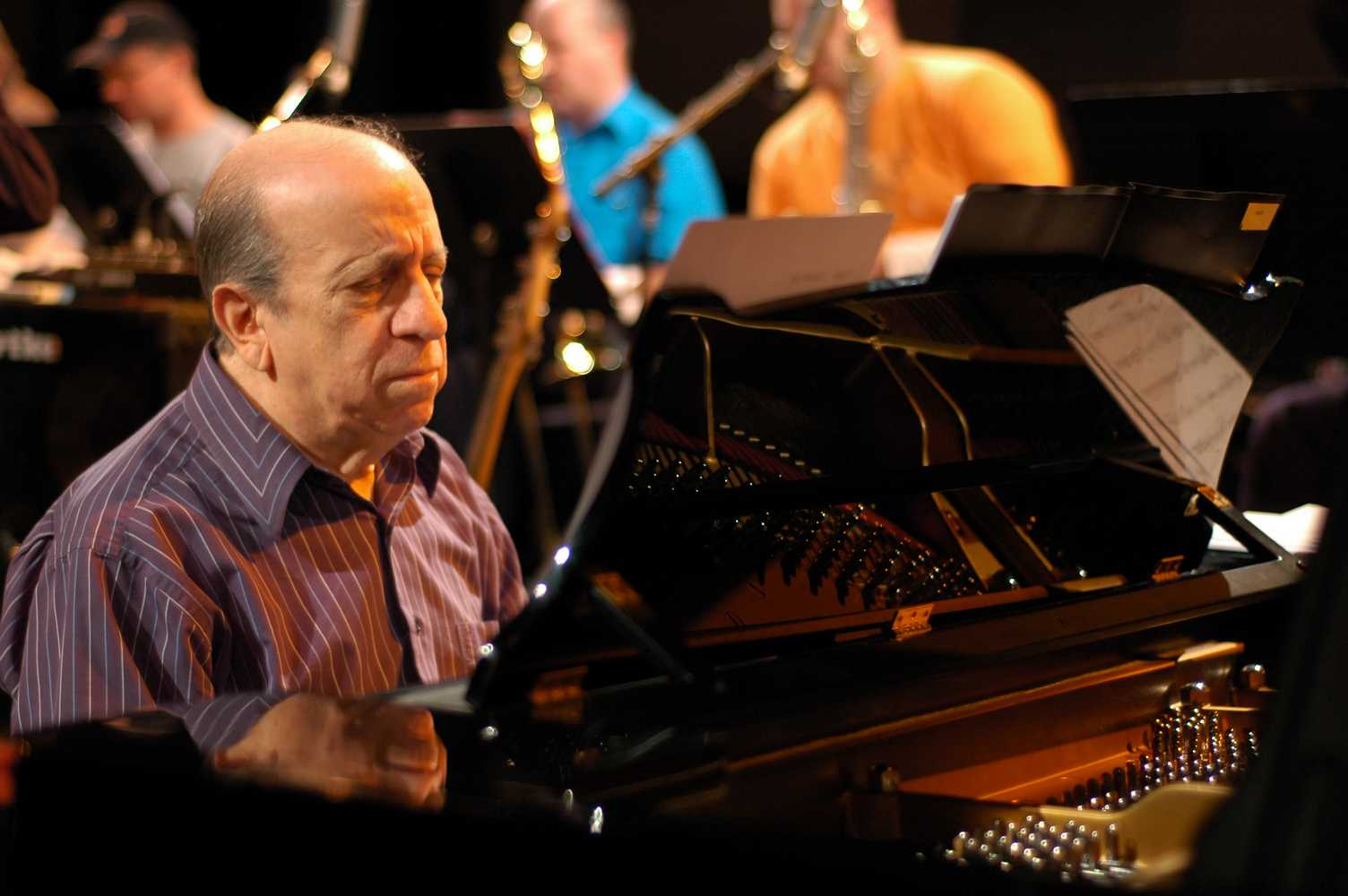
Martial Solal (2006)

Martial Solal (* 23. August 1927 in Algier; † 12. Dezember 2024 in Versailles) war ein französischer Pianist und Komponist des Modern Jazz. Seit 1950 lebte er in einem Vorort von Paris. Er galt seit den 1950er Jahren als führender Jazz-Pianist Frankreichs. Ursprünglich war er stark von Bud Powell beeinflusst, bezog aber die Stilistik Lennie Tristanos ein. Marcus Gammel hebt neben seiner brillanten Technik „sein[en] Nuancenreichtum, seine Vorliebe für starke Kontraste und seine Spontaneität“ hervor. Als Komponist habe Solal „eine sehr dichte, farbenreiche Klangsprache entwickelt, die immer wieder erfolgreich die Grenzen zwischen Jazz und zeitgenössischer Kompositionsmusik überschreitet“.

## Leben und Werk
Martial Solal hatte schon sechsjährig Klavierunterricht bei seiner Mutter, einer Opernsängerin, und hatte ab 1940 ein Interesse für Jazz, das zunächst durch Aufnahmen von Fats Waller und Art Tatum geweckt wurde. 1950 kam er nach Paris, wo er bald Arbeit in lokalen Orchestern fand, ein eigenes Quartett mit Roger Guérin bildete, aber auch mit Django Reinhardt (1953) aufnahm. Als Hauspianist im Club Saint Germain (1953, 1957–1959) begleitete er Musiker wie Don Byas, Lucky Thompson, Billy Byers, J. J. Johnson, Stan Getz, Kenny Clarke, Chet Baker oder Sidney Bechet. 1955 gründete er mit Daniel Humair und Guy Pedersen sein eigenes Trio, mit dem er ab 1959 überwiegend arbeitete. Bereits 1960 erschien seine erste Solo-LP, der später international beachtete Solo-Alben wie Nothing But Piano (1975), The Solosolal (1978), Bluesine (1983) oder zuletzt die Grammy-nominierte Live at Village Vanguard (2009) folgen. Daneben leitete Solal schon Ende der 1950er Jahre eine eigene Bigband, die er gelegentlich wieder aufleben ließ (1962, 1966). Zu Beginn der 1960er Jahre trat Solal international auf Festivals wie Newport (1963), Montreal, Monterey oder Berlin als Solist, mit seinem Trio, einem gemeinsam mit Roger Guérin geleiteten Quartett und zeitweise in einem ungewöhnlichen Trio mit zwei Bassisten (Guy Pedersen und Gilbert Rovère) auf. 1963 arbeitete er längere Zeit im New Yorker Hickory House.
Weiterhin entstanden Aufnahmen mit Lucky Thompson, André Hodeir, Wes Montgomery (The NDR Hamburg Studio Recordings), Stéphane Grappelli, Lee Konitz, Michel Portal, John Scofield, Didier Lockwood und Toots Thielemans. Seit 1981 konzertierte er häufiger mit seiner Bigband, der Solisten wie François Jeanneau, Jean-Louis Chautemps, Lee Konitz, Roger Guérin oder Christian Escoudé angehörten. Daraus wurde später seine Dodecaband und die Newdecaband, in der auch seine Tochter, die Sängerin Claudia Solal, mitwirkte. In den letzten Jahren trat er vor allem im Duo und in Soloprogrammen auf. Am 23. Januar 2019 gab er mit 91 Jahren auf der Bühne des Pariser Salle Gaveau sein letztes Konzert (Coming Yesterday: Live at Salle Gaveau 2019).
Aufbauend auf seiner Kompositionsarbeit für Godards Film Außer Atem (1959) schrieb er seit den 1960er Jahren vermehrt Filmmusik. Solals Beitrag steht nach Martin Kunzler mit den einschlägigen Soundtracks von Miles Davis, Gerry Mulligan und Art Blakey gleichrangig am Beginn einer neuen Entwicklung in der Filmkomposition. Weiterhin sind seine Suite Rhythmical Escape und sein Concerto für Piano und Orchester (1981) zu erwähnen. Auch schrieb er eine Reihe von Kammermusikwerken – etwa für Elżbieta Chojnacka, Marcel Azzola, Les Percussions de Strasbourg, Pierre Charial oder das Ensemble Concert Arban – sowie eine Sammlung von Klavieretüden.

## Preise und Auszeichnungen
1956 erhielt er den Prix Django Reinhardt (im zweiten Jahr dessen Bestehens). Sein Album Suite For Trio mit Niels-Henning Ørsted Pedersen und Daniel Humair wurde 1979 mit dem Grand Prix du Disque ausgezeichnet.
1999 erhielt er den hochdotierten Jazzpar-Preis. 1998 wurde er als bester französischer Musiker ausgezeichnet und 2004 erhielt er den Django d’Or (Frankreich).
In Paris ist ein internationaler Klavier-Jazzwettbewerb nach ihm benannt, der Concours de piano jazz Martial Solal.

## Diskografische Hinweise

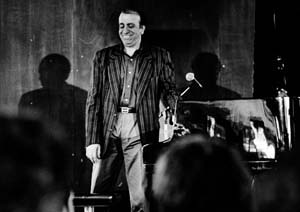
Martial Solal (1988; Foto: Erling Mandelmann)

- 1953 The Complete Vogue Recordings, Vol. 1 – Trios and Quartet (Vogue/BMG, 1953–56)
- 1954 The Complete Vogue Recordings, Vol. 2 – Trios and Solos (Vogue/BMG, 1954–56)
- 1955 The Complete Vogue Recordings, Vol. 1 – Trio and Big Band (Vogue/BMG, 1955–58)
- 1957: Sidney Bechet / Martial Solal: Sidney Bechet/Martial Solal (Vogue)
- 1965 Zo-Ko-So (MPS) mit Hans Koller und Attila Zoller
- 1968 Key for Two (mit Pierre Michelot)
- 1970 Sans Tambour ni Trompette (RCA)
- 1971 En Solo (RCA)
- 1974 Locomotion (ed. 2020), mit Bernard Lubat, Henri Texier
- 1975 Duo in Paris (Dreyfus) mit Joachim Kühn
- 1981 Martial Solal Big Band (Dreyfus)
- 1983 Bluesine (Soul Note)
- 1984 Plays Hodeir (OMD)
- 1988 9-11 P.M. Town Hall (Label Bleu, nur auf zwei Titeln)
- 1990 Tryptique (Adda)
- 1993 Solal-Lockwood (JMS)
- 1993 Improvisie pour France Musique (JMS)
- 1994 Triangle (JMS) mit Marc Johnson und Peter Erskine
- 1997 Just Friends (Dreyfus) mit Gary Peacock und Paul Motian
- 1998 Ballade du 10 Mars (Soul Note)
- 1998 Jazz’n (e)motion (BMG/RCA)
- 1997 Plays Ellington (Dreyfus)
- 1999 Contrastes: The Jazzpar Price (Storyville)
- 2005 Martial Solal & Dave Douglas Rue de Seine (CAMjazz)
- 2017 Martial Solal & Dave Liebman: Masters in Bordeaux (Sunnyside)
- 2018 My One and Only Love – Live at Theater Gütersloh (Intuition Records)
- 2021 Coming Yesterday: Live at Salle Gaveau 2019 (Challenge Records)[3]
- 2022 Live in Ottobrunn (GLM; rec. 2018)[5]

## Filmografie
- 1959: Zwei Männer in Manhattan (Deux hommes dans Manhattan)
- 1960: Affäre einer Nacht (L’affaire d’une nuit)
- 1960: Das Testament des Orpheus (Le testament d’Orphée)
- 1960: Außer Atem (À bout de souffle)
- 1961: Eva und der Priester (Léon Morin, prêtre)
- 1962: Verlockung (Svenska flickori i Paris)
- 1962: Die Feinde (Les ennemis)
- 1964: Der Boss hat sich was ausgedacht (Échappement libre)
- 1965: Drei Zimmer in Manhattan (Trois chambres à Manhattan)
- 1995: Jean Seberg – American Actress